# Kumzar
Kumzār o Kumza (كُمْزَار in arabo) è un villaggio situato nel governatorato di Musandam del sultanato di Oman. Situata nello stretto di Hormuz, tra l'Oman e l'Iran, è il secondo centro abitato più popolato a nord del paese, e il più settentrionale tra i centri abitati dell'entroterra; è però molto isolato, ed è accessibile solo tramite una barca.
Kumzar è rimasta abitata da circa 500 anni, anche se non è chiaro da quando esattamente. Già le prime mappe disegnate dai portoghesi segnavano un insediamento nell'area in cui si trova oggi la città.
La località isolata del villaggio ha portato alla nascita di una lingua tutta sua, la lingua kumzar. La pratica religiosa del villaggio è basata sull'Islam, ma con il folklore tradizionale della regione, il che la rende una cultura che la distingue dagli altri insediamenti arabi dell'area.
In termini d'economia, la pesca è la fonte principale di guadagno, e tonni e sardine sono i pesci pescati maggiormente. La maggior parte delle famiglie possiedono due case, una a Kumzar e l'altra a Khasab. D'estate, il caldo estremo rende Kumzar quasi inabitabile, e nel periodo che va da maggio a settembre la maggior parte della popolazione abbandona Kumzar per stabilirsi a Khasab; l'isolazionismo di Khasab lo rende un distretto tutto suo, vicino al mare e con case raggruppate.